# Квасовка (Гродненская область)
Квасо́вка (бел. Квасо́ўка) — агрогородок, центр Квасовского сельсовета Гродненского района Гродненской области Беларуси. Является центральной усадьбой Производственного кооператива имени В. И. Кремко.

## История
В далекие времена Квасовка была маленькой деревушкой, которая состояла из одной улицы, трех магазинов, деревянного костела и корчмы. Костел сгорел, а жителям был нужен новый. Строительство костела продолжалось до 1864 года, пока по распоряжению Гродненского генерал-губернатора не было приостановлено в связи с неблагонадежностью политических взглядов ксендза Антона Эйсмонта. С этими событиями связано «Дело о прошении прихожан деревни Квасовка о разрешении им окончить постройку Квасовского римско-католического костела».
Во время Второй мировой войны пострадала центральная часть деревни. Она была подвержена бомбардировке немецкими самолётами. По сей день жители находят артефакты с тех времен.

## Обустройство
На территории агрогородка присутствуют: 3 продуктовых магазина, амбулатория, аптека, почтовое отделение, дом культуры, детский сад и средняя школа. Также присутствует зоопарк , в котором можно посмотреть на обитателей белорусской фауны.

## Достопримечательности
- Квасовское озеро. Рядом располагается парк.
- Костёл Непорочного Зачатия Пресвятой Девы Марии (1872).
- Православный храм в честь святого Иоанна Кормянского (2015).
- Музей Великой Отечественной войны в Квасовской средней школе.
- Квасовский зоопарк
- Квасовский стадион
- Усадьба «Квасовка-Плятеровщина» (XIX в.)

### Памятник, скульптура
- Памятник В. И. Кремко

## Известные лица
- Кремко, Виталий Ильич — председатель СПК «Октябрь-Гродно» Гродненского района, Герой Беларуси (2001).